# Mosty kolejowe w Poznaniu

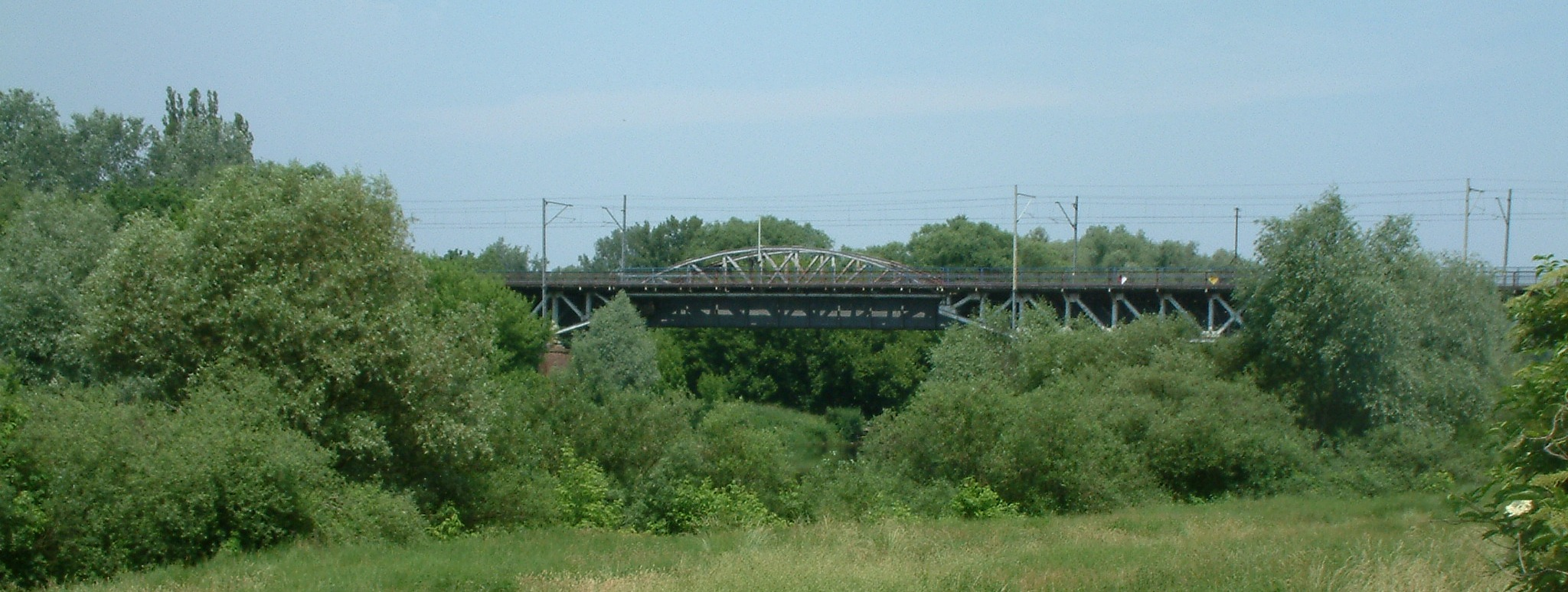
Most Dębiński

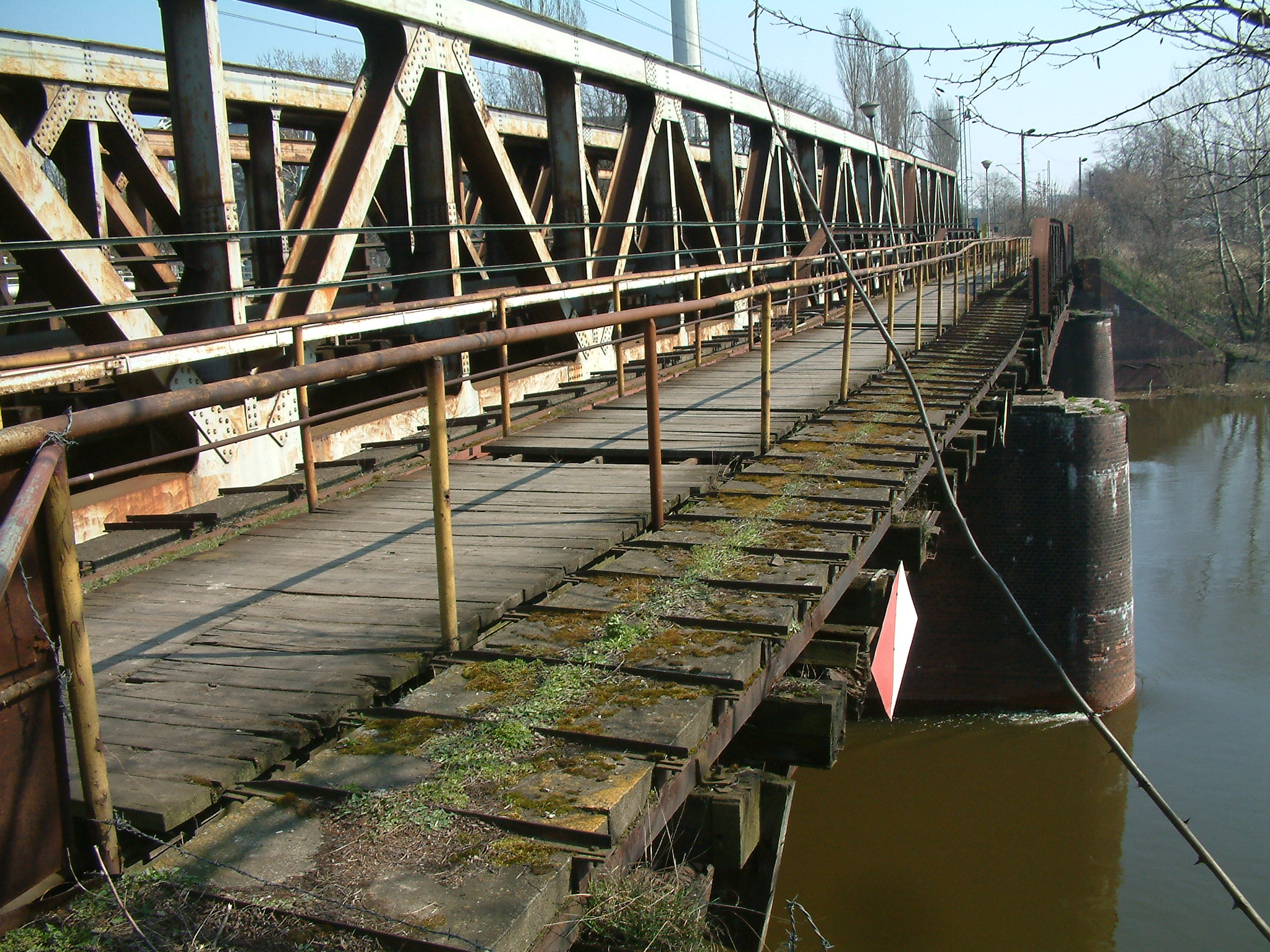
Most kolejowy między Garbarami a Ostrowem Tumskim (kładka obecnie nie istnieje)

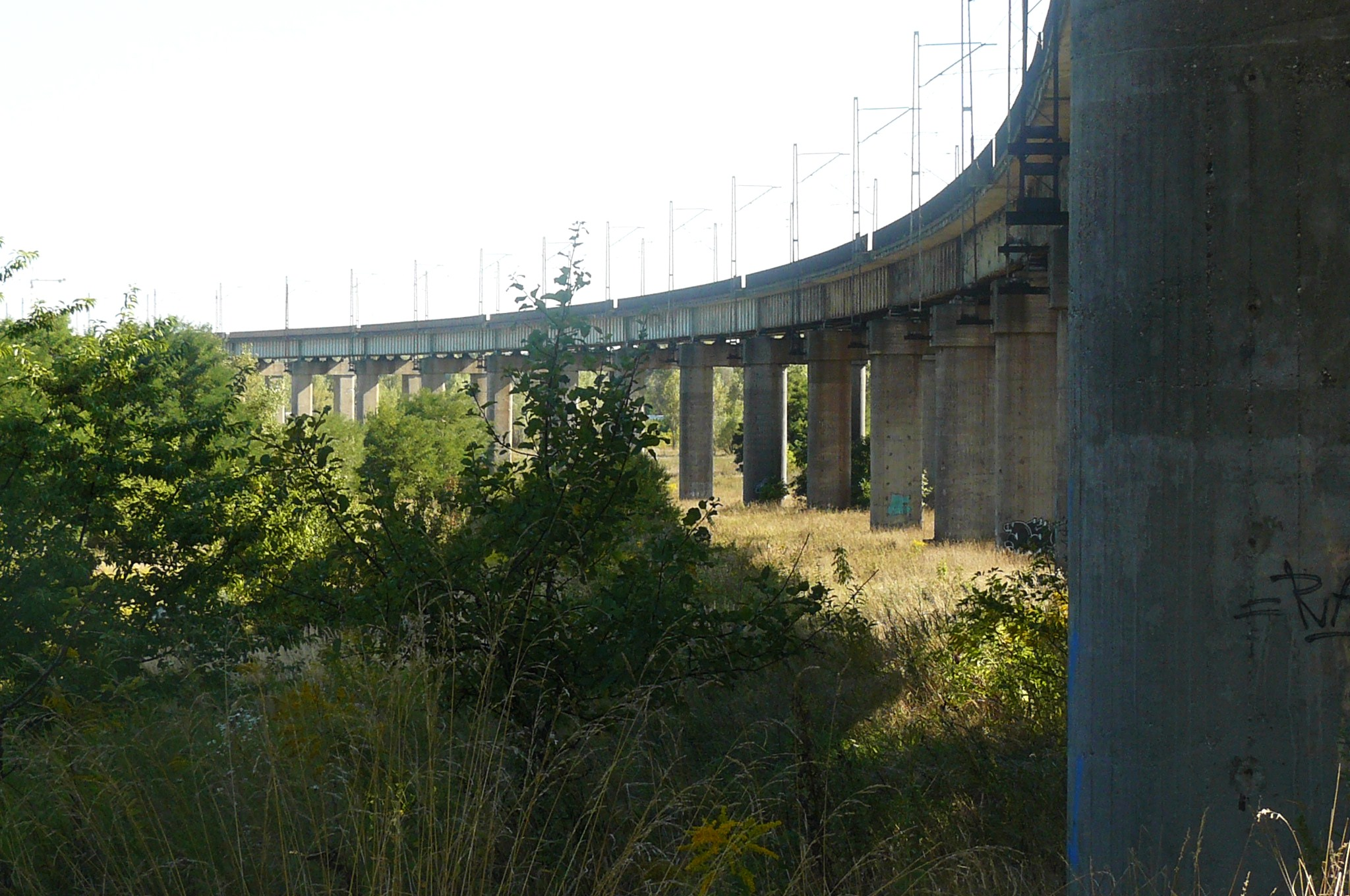
Estakada nad doliną Warty w ciągu linii nr 395

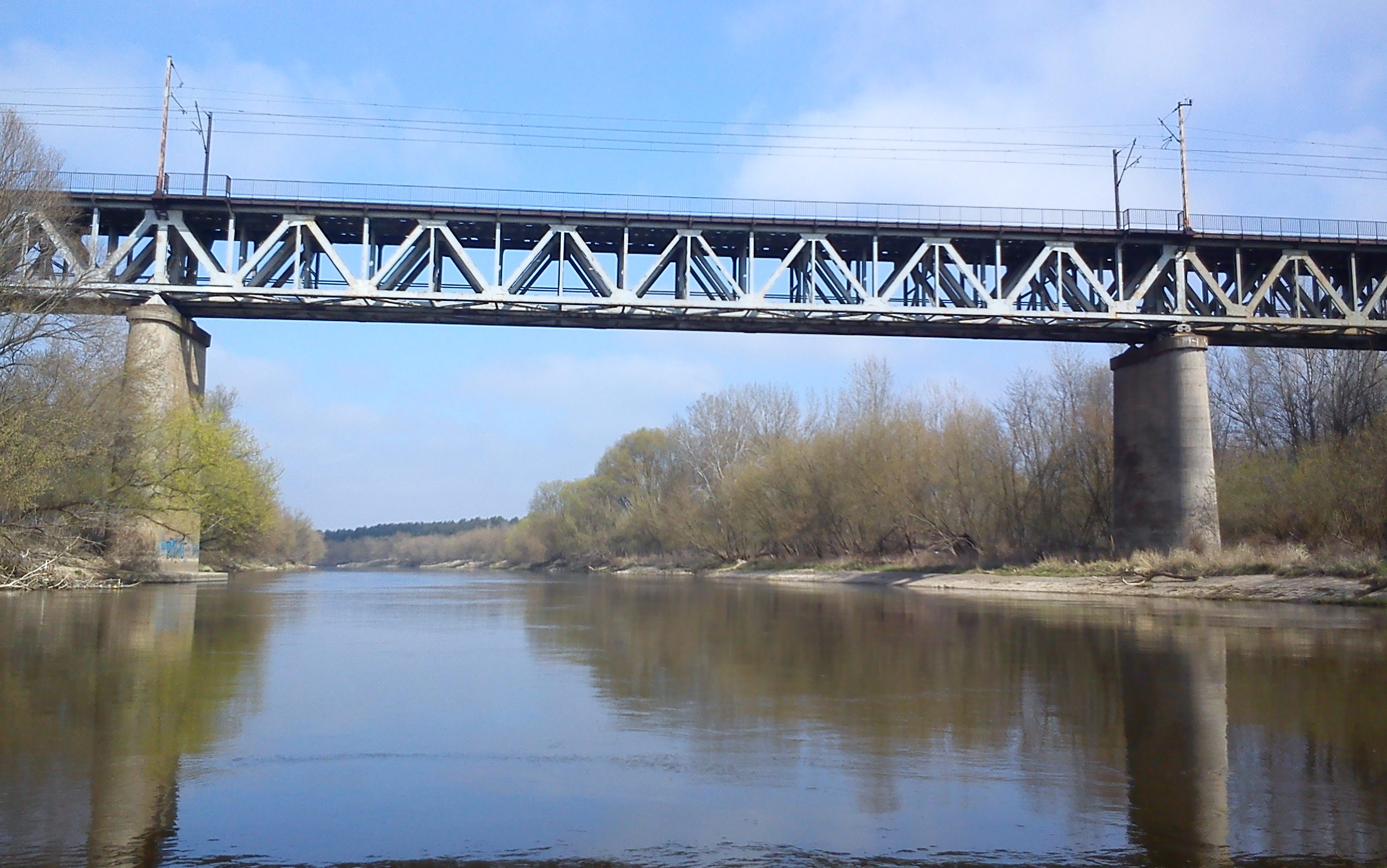
Most kolejowy nad Wartą w ciągu kolei obwodowej

Mosty kolejowe w Poznaniu – mosty kolejowe w granicach administracyjnych miasta Poznania ułożone w kolejności wzdłuż biegu rzeki.

## Linia kolejowa nr 272
- most dębiński, na rzece Warcie, łączący lewobrzeżne osiedla administracyjne Zielony Dębiec i Wildę (znajdujące się na terenie dawnej dzielnicy administracyjnej Wilda) z prawobrzeżnym osiedlem administracyjnym Starołęka-Minikowo-Marlewo (na terenie dawnej dzielnicy administracyjnej Nowe Miasto). Po południowej stronie mostu znajduje się kładka pieszo-rowerowa.

## Linia kolejowa nr 3
- most bez nazwy, na rzece Warcie, łączący lewobrzeżne osiedle administracyjne Stare Miasto (na obszarze dawnej dzielnicy administracyjnej Starego Miasta) z Ostrowem Tumskim w osiedlu administracyjnym Ostrów Tumski-Śródka-Zawady-Komandoria (na terenie dawnej dzielnicy administracyjnej Nowe Miasto), w pobliżu stacji kolejowej Poznań Garbary
- most bez nazwy nad tzw. ulgą Warty, na Ostrowie Tumskim
- most bez nazwy, na rzece Cybinie, łączący prawobrzeżną Śródkę z Ostrowem Tumskim, w ramach osiedla administracyjnego Ostrów Tumski-Śródka-Zawady-Komandoria
- most bez nazwy, na rzece Cybinie, na terenie osiedla administracyjnego Antoninek-Zieliniec-Kobylepole (na terenie dawnej dzielnicy administracyjnej Nowego Miasta), w pobliżu stacji kolejowej Poznań Antoninek

## Linia kolejowa nr 395
- most bez nazwy, kratownicowy, połączony z estakadą, na rzece Warcie, łączący lewobrzeżną dzielnicę Naramowice (na terenie dawnej dzielnicy administracyjnej Starego Miasta) z prawobrzeżną dzielnicą Główna (na terenie dawnej dzielnicy administracyjnej Nowe Miasto), w pobliżu przystanku osobowego Poznań Karolin, położonego na linii kolejowej nr 356 i stacji Koziegłowy, położonej na linii kolejowej nr 395